# Comarca de La Coruña
La comarca de La Coruña (en gallego y oficialmente, A Coruña) es una comarca española perteneciente a la provincia de La Coruña, situada en la parte noroccidental de Galicia. Limita por el norte con el Atlántico, por el sur con la comarca de Órdenes, por el este con la comarca de Betanzos, por el oeste con la comarca de Bergantiños.
Con una superficie de 470,7 km² tiene 406 873 habitantes (2020) distribuidos en nueve municipios.

## Territorio y superficie
Una característica común de los municipios costeros del golfo Ártabro es la de su reducida extensión, regla que sin problemas se puede emplear con los municipios que forman la comarca de La Coruña. De todos modos sus 469,8 km² de extensión se reparten de manera desigual entre sus municipios, desde el más pequeño, Sada, que tiene una superficie de 27,4 km², hasta el más grande, el ya plenamente atlántico Arteijo, que tiene una superficie de 93,4 km². El más densamente poblado, el municipio de La Coruña, acumula 6460,2 habitantes/km² en sus 37,83 km² de extensión, lo que le confiere el título de municipio con mayor densidad de población de Galicia. También la comarca de La Coruña es la más densamente poblada de toda Galicia con una densidad de población de 846 personas por kilómetro cuadrado.

## Municipios
Los siguientes municipios forman la comarca de La Coruña:
- Abegondo
- Arteijo
- Bergondo
- Cambre
- Carral
- La Coruña
- Culleredo
- Oleiros
- Sada

## Población
La comarca de La Coruña es la segunda comarca más poblada de Galicia por detrás de la Comarca de Vigo. Los datos sobre su demografía mostrados en esta sección provienen del Instituto Gallego de Estadística.

### Indicadores demográficos
- Habitantes: 401 248 (2017)
- Edad media: 43,9 años (2012)
  - Porcentaje de población menor de 20 años: 16,8% (2012)
  - Porcentaje de población entre 20 y 64 años: 63,3% (2012)
  - Porcentaje de población de más de 65 años: 19,9% (2012)
    - Índice de envejecimiento: 118,4 (2012)
    - Índice de sobreenvejecimiento: 11,4 (2005)
- Tasa bruta de mortalidad: 9,2 (2012)
- Tasa bruta de natalidad: 8,7 (2012)
  - Tasa general de fecundidad: 36,0 (2012)
  - Edad media a la maternidad: 31,7 (2004)
  - Índice sintético de fecundidad: 1,0 (2004)
- Tasa bruta de nupcialidad: 4,1 (2012)
  - Edad media al primer matrimonio (hombres): 31,6 años (2004)
  - Edad media al primer matrimonio (mujeres): 29,8 años (2004)

### Evolución en los últimos lustros
| Municipio | 1991    | 1996    | 2001    | 2011    | 2017    | 2019    | 2020    | 2022    | 2024    | Evolución 1991-2024 |
| --------- | ------- | ------- | ------- | ------- | ------- | ------- | ------- | ------- | ------- | ------------------- |
| Abegondo  | 5.466   | 5.467   | 5.694   | 5.709   | 5.467   | 5.406   | 5.398   | 5.534   | 5.578   | + 112 hab.          |
| Arteijo   | 17.931  | 20.898  | 22.709  | 30.482  | 31.534  | 32.262  | 32.738  | 33.076  | 34.038  | + 16.107 hab.       |
| Bergondo  | 5.392   | 5.732   | 6.179   | 6.722   | 6.623   | 6.633   | 6.661   | 6.892   | 6.986   | + 1.594 hab.        |
| Cambre    | 12.330  | 14.972  | 18.691  | 23.649  | 24.348  | 24.648  | 24.594  | 24.505  | 24.781  | + 12.451 hab.       |
| Carral    | 5.229   | 5.184   | 5.282   | 6.064   | 6.237   | 6.408   | 6.473   | 6.649   | 6.775   | + 1.546 hab.        |
| La Coruña | 246.953 | 243.785 | 239.434 | 246.028 | 244.099 | 245.711 | 247.604 | 244.700 | 249.261 | + 2.308 hab.        |
| Culleredo | 14.631  | 18.513  | 22.076  | 29.207  | 29.982  | 30.402  | 30.685  | 30.790  | 31.085  | + 16.454 hab.       |
| Oleiros   | 18.480  | 23.057  | 26.886  | 34.133  | 35.198  | 36.075  | 36.534  | 37.271  | 38.333  | + 19.853 hab.       |
| Sada      | 8.935   | 9.997   | 11.351  | 14.870  | 15.242  | 15.841  | 16.186  | 16.627  | 17.140  | + 8.205 hab.        |
| Total     | 335.347 | 347.605 | 358.302 | 396.864 | 398.730 | 403.386 | 406.873 | 406.044 | 413.977 | + 78.630 hab.       |

Fuente: INE